# Хамзин, Шамиль Абдуллазянович
Шами́ль Абдуллазя́нович Ха́мзин (тат. Шамил Габдуллаҗан улы Хәмзин; 29 декабря 1915 года, Архангельск — 14 сентября 1991 года) — советский разведчик-нелегал, сотрудник управления «С» Первого главного управления КГБ СССР (позывной «Халеф»), полковник. На протяжении 13 лет он осуществлял разведывательную деятельность на территории Японии в паре с Ириной Алимовой (позывной «Бир»), с которой зарегистрировал брак по условиям легенды, который вскоре из фиктивного стал реальным. После возвращения из Японии продолжил разведывательную деятельность на Западе, в то время как его супруга вышла в отставку. В 1990 году рассекречен, после публикации серии рассказов о разведывательной деятельности «Бир» и «Халефа» в газете «Труд» был удостоен ордена Красного Знамени.

## Ранние годы. Начало работы
Шамиль Абдуллазянович Хамзин родился 29 декабря 1915 года в Архангельске в татарской семье. Отец — Абдуллазян Нураддинович Хамзин, видный представитель татарской общины Архангельска, учитель новометодной мектебе с преподаванием общеобразовательных предметов (имел диплом Оренбургского духовного правления с правом быть преподавателем и муллой). В 1923 году, когда Шамилю исполнилось 7 лет, семья переехала в Казань; они проживали в доме 43 на Право-Булачной улице. Уже в детстве Шамиль овладел арабским языком и изучил Коран. После окончания школы поступил в Ленинградский электротехнический институт имени В. И. Ленина на факультет приборостроения и спецтелемеханики, который успешно окончил, защитив работу на тему «Управление с самолёта торпедными катерами по радио» и получив диплом инженера-электрика. Согласно рассказу пенсионера Наиля Гайнетдинова от 2000 года, опубликованному в «Казанских ведомостях», Шамиль Хамзин с юности отличался отменным здоровьем и большой физической силой: он играл в волейбол и футбол, а также переплывал Волгу у Верхнего Услона. Он был знаком с певицей Мунирой Булатовой, с которой встретился впервые в пионерском клубе и вступал вместе с ней в пионерское движение, и дружил с искусствоведом Рафаэлем Такташем, сыном поэта Хади Такташа, от которого получил в подарок книгу стихов с автографом.
В 1941—1943 годах, во время войны Шамиль работал инженером-конструктором на московском заводе № 193, который выпускал торпедные катера; был принят в партию. В дальнейшем Шамиль принял предложение перейти на работу в НКГБ и стать сотрудником подразделения внешней разведки. Выбор разведки был связан отчасти с тем, что Шамиль, обладавший «арабской» внешностью, прекрасно знавший культуру ислама и владевший арабским языком, мог легко сойти на Ближнем Востоке за местного жителя (в том числе и за шейха). Он окончил специальную разведывательную школу; помимо татарского, арабского и русского языков, он владел уйгурским, турецким, английским и румынским языками. В разведке он работал под позывным «Халеф». Изначально он занимался нелегальной разведывательной деятельностью на Ближнем Востоке, однако позже Центр принял решение перевести его в Японию. Причиной этого была необходимость восстановления советской резидентуры в Японии, прекратившей фактически к тому моменту своё существование после ареста и казни Рихарда Зорге. Осуществлять разведку под дипломатическим прикрытием тогда у СССР не было возможности, поскольку дипломатические отношения тогда ещё не были восстановлены. Стартовой площадкой для операции по внедрению был выбран Китай.

## Знакомство с «Бир»
В рамках выполнения задания по создании резидентуры в Японии «Халеф» использовал легенду, в соответствии с которой он был выходцем из знатной уйгурской семьи по имени Энвер Садык, у которого была невеста-уйгурка из другой богатой семьи. Роль этой невесты играла другая разведчица, Ирина Алимова (позывной «Бир»), которая также должна была участвовать в организации разведывательной сети в Японии. При этом Алимова не была знакома с Хамзиным, в то время как у него была её фотография. Под легендой Энвера Садыка «Халеф» приехал в Тяньцзинь в 1952 году, где быстро вошёл в местную мусульманскую общину, став вскоре одним из её руководителей и помощником муллы. Уже по прибытии «Халеф» завёл быстро деловые знакомства, благодаря которым стал своим человеком в местной общине. Ему даже предлагали стать муллой, но он отказался.
Работая помощником муллы, он познакомился с выходцем из татарской семьи, который занимал высокий пост в местной контрразведывательной службе: с ним они обсуждали разные темы от татарской поэзии до событий в мире. Офицер предлагал «Халефу» стать его коллегой, но тот лишь отшучивался. В то же время офицер дал «Халефу» пароль, который ему необходимо было назвать в случае, если его арестует полиция и ему потребуется срочная помощь. Через три месяца ночью «Халеф» был арестован полицией и заключен в одиночную тюремную камеру, причём ему не сообщили даже, на каких основаниях его арестовали. На следующее утро охранник избил «Халефа» за то, что тот закурил. Халеф потребовал вызвать начальника, чтобы передать ему некое важное сообщение. На допросе следователь заявил, что «Халефа» подозревали в работе на британскую разведку; сам арестованный отверг все обвинения и тут же назвал пароль, заявив, что это и есть важное сообщение. Через неделю после ареста Хамзин был освобождён, а его арест назвали ошибкой. Сам он полагал, что его спас пароль, вовремя сообщённый офицером контрразведки. Его освободили за шесть дней до встречи с «Бир».
Тем временем в Урумчи прибыла ещё одна участница этого задания «Бир». На поезде из Пекина она отправилась в Тяньцзинь, где её должен был встретить на вокзале Шамиль Хамзин («Халеф»), он же Энвер Садык. Однако когда «Бир» прибыла на вокзал, то не смогла найти там «Халефа», который вообще не появился на вокзале. Как оказалось, Хамзин перед прибытием поезда несколько раз приезжал на вокзал, ожидая встретить «Бир», но этот самый поезд пришёл с огромным опозданием. Только на следующее утро «Бир», переночевавшая в гостинице, отправилась в парк возле универмага, где наконец-то встретилась с Хамзиным. Согласно её воспоминаниям, она увидела на противоположной стороне улицы двух мужчин, одним из которых и был «Халеф». К ней они долгое время не подходили, поскольку у них были сомнения в женщине, и только спустя полтора часа «Бир» подошла к незнакомцам и представилась им. С этого момента началась не только совместная работа Алимовой и Хамзина, но и их супружеская жизнь. Через четыре месяца после своего знакомства «Бир» и «Халеф» сыграли свадьбу, которая была организована изначально только в целях выполнения разведывательного задания: Ирина и Шамиль создали семью, став известными как госпожа Хатыча Садык и господин Энвер Садык соответственно. Однако заключённый изначально только в соответствии с легендой брак в итоге стал настоящим: супруги прожили вместе всю жизнь.

## Путь в Японию
Супруги Садык поселились в голландском сеттльменте Тяньцзиня, где проживало очень много иммигрантов-мусульман. Госпожа Садык занималась благотворительностью среди мусульманской общины, всячески помогая своему мужу и поддерживая репутацию семьи. Вскоре из Тяньцзиня молодожёны переехали в Шанхай и завели большие связи среди эмигрантов: среди их новых знакомых были бизнесмены из Турции и Германии, а также внучка белогвардейского атамана Семёнова. В разговорах семья Садык всячески подчёркивала, что хочет переехать в Японию в связи с политикой китайских властей. Получить в Японии разрешение на постоянное проживание для иностранцев было крайне сложно, но одна их знакомая, владевшая в Японии участком земли размером в три сотки, продала его семье Садык, что значительно упростило въезд в Японию. Рекомендательные письма от японских общественных деятелей и религиозных организаций тоже сыграли свою роль в успешном завершении сделки, хотя поначалу даже их наличия было недостаточно, чтобы добиться супругам Садык въезда в Японию, поскольку эмигрантам из Китая въезд в Японию был запрещён.
Позже Энвер и Хатыча Садык обратились к Американскому Красному Кресту с просьбой помочь им перебраться в Гонконг, чтобы оттуда проследовать в Японию. Сотрудники миссии помогли им обратиться в генеральное консульство Японии и предъявили все их документы, которые позволили Садыкам приобрести временный вид на жительство в Японии (его следовало продлевать каждый год). Супруги сняли двухэтажный дом и открыли галантерейный магазин, а «Бир» занялась вышиванием и продажей воротничков, пользовавшихся большим спросом в Гонконге, и даже записалась в местный женский клуб. Полтора года спустя обоим предоставили гражданство Китайской Республики (Тайваня), однако вскоре возле их дома стали появляться подозрительные люди, которые заходили в дом в отсутствие хозяев и опрашивали прислугу о владельцах дома. Выяснилось, что это были сотрудники британской контрразведки, которым поступило сообщение от некоего русского эмигранта, публично заявившего о том, что господин и господа Садык — не те люди, за кого себя выдают. «Бир» обратилась в посольство Тайваня за помощью, и вскоре слежка за домом прекратилась. Ситуация осложнялась тем, что тогда в Гонконге, по словам Игоря Дамаскина, к европейцам местные китайцы относились с большим подозрением, а американцев и вовсе ненавидели.
Вскоре у «Бир» и «Халефа» появилась возможность для выезда в Японию, поскольку для людей, находившихся за пределами Японии и имевших вид на жительство в Японии и гражданство Китайской Республики (Тайваня), был установлен более либеральный режим въезда. Перед отъездом к ним обратился связной Центра Борис Лавров, который дал им последние указания и предупредил «Бир» и «Халефа», что они будут единственными источниками информации о состоянии дел в Японии. В Китае они прожили около года, в Гонконге — почти год. Осенью 1954 года они отправились из Гонконга на пароходе в Японию под видом торговцев продуктами питания, имея при себе тайваньские паспорта.

## Легализация в Японии
По прибытии в Японию «Халеф» и «Бир» сначала обосновались на какое-то время в городе Кобе, продав участок принадлежавшей им земли и приобретя небольшой двухэтажный дом, в котором поселились на первом этаже, сдав второй американцам. Вскоре «Халеф» и «Бир» перебрались в Киото, а оттуда переехали в Токио, где они купили двухэтажный дом и открыли собственный магазин, служивший подходящим прикрытием в их разведывательной деятельности. Они зарабатывали деньги на продаже женской одежды (платьев, блуз, юбок), украшенной узорами, которые вышивала лично «Бир», и открыли импортно-экспортную фирму «Энвер, Мухит и Ко» для продажи одежды. Согласно Михаилу Бирину, в июне 1959 года одну из квартир на втором этаже токийского дома арендовала семейная пара из США, которая сотрудничала с ЦРУ: дом порекомендовал их знакомый из американского клуба при посольстве США. Предшественник этой пары резидентов тоже работал на ЦРУ, но был отозван из-за серии утечек информации о ситуации на Корейском полуострове, поступавших после войны. Эта пара подружилась с супругами Садык, не зная о том, чем они занимались на самом деле.
Для соблюдения конспирации супруги вели активную светскую жизнь, посещая дипломатические приёмы в посольствах США, Турции, Израиля и других стран, а также встречи в местном «американском клубе». Магазин супругов Садык находился рядом с американской военной базой, а сами они нередко приглашали к себе в гости американских военных. Часть информации «Бир» получала не только от гостей, которых принимала у себя дома, но и в элитном женском клубе «Паллада» от жён иностранных офицеров и дипломатов. Супруги поддерживали дружеские отношения и с турецким послом, а в их доме месяцами проживал турецкий военный атташе. В японской прессе публиковались многочисленные фотографии официальных приёмов, на которых присутствовали «Бир» в соответствующем наряде и «Халеф» в смокинге. Среди знакомых этой пары были такие представители татарской общины в Японии, как бизнесмен и потомок известного купеческого рода Ахмет Апанаев, бизнесвумен и представительница ещё одной известной фамилии Алия Акчурина, лидер татарской диаспоры Таминдар Мухит и супруга бывшего токийского муллы Абдулхая Курбангалиева.

## Сбор информации в Японии
«Бир» и «Халеф» собирали информацию по таким важным для Центра вопросам, как процесс перевооружения Японии, формирование сил самообороны и развитие военного сотрудничества Японии и США. В частности, им предстояло узнать, насколько тесными являются американо-японские отношения и в каком русле они будут развиваться, какова будет политика азиатской страны в отношении СССР и насколько сильны тенденции милитаризации японской экономики и воссоздания японской армии. Советское руководство было заинтересовано в получении информации о возможности нормализации советско-японских отношений, о находившихся на территории Японии формированиях Вооружённых сил США и о технических новинках, которые поступали на вооружение американских войск в Японии. Для советского руководства было крайне важным знать положение дел в Японии с учётом того, что время подлёта американских стратегических бомбардировщиков типа Boeing B-29 Superfortress с Хоккайдо до баз Тихоокеанского флота ВМФ СССР составляло не более часа.
Сбор информации супруги Садык осуществляли путём личного общения в дипломатическом корпусе и среди чиновников японской администрации, а также при помощи агентов, которых находили и вербовали по указанию Центра. Часть информации они получали от американских солдат турецкого происхождения и турецких военных из контингента ООН, ранее воевавших в Корее и ездивших после окончания боевых действий отдыхать в Японию, а также от проживавших в Японии мусульман. «Халеф» занимался вербовочной работой, разыскивая источники информации среди местных жителей, в то время как «Бир» отвечала за шифровку и дешифровку сообщений и подготовку оперативных сводок для Центра. Указания от Центра паре поступали по радио или через тайники, закладку которых им организовывала легальная резидентура КГБ в Токио. В свою очередь, в Центр свои сообщения супруги отправляли только через тайники; закладку своих тайных почтовых ящиков «Бир» и «Халеф» осуществляли поочерёдно. Обычно Шамиль выходил на улицу под предлогом «покурить», чтобы убедиться, что за ними не ведётся слежка, в то время как его супруга либо готовила сообщение для Центра, либо готовилась его принять, а после завершения работы приглашала мужа домой. Полученную от своих контактов информацию они обычно переносили на микроточки и, замаскировав их, прятали в тайниках. Никаких раций или подобных им приборов супруги не использовали ни разу за время своей деятельности в Японии. В ходе разведывательной деятельности им даже удалось восстановить связь с некоторыми из членов ранее существовавшей советской разведывательной сети.

### Собранная информация
Значительная часть добытой «Бир» и «Халефом» информации до сих пор не рассекречена, однако в Москву ими было передано множество сообщений, содержавших ценную информацию обо всех сторонах жизни японского общества, о вооружённых силах Японии и частях вооружённых сил США, нёсших службу на территории Японии. Среди переданной информации были и достаточно подробные карты Японии, которых прежде в распоряжении советского военно-политического руководства не было. По мнению начальника московского бюро информационного агентства «Киодо Цусин» Ёсихико Мацусима, основным результатом работы Ирины Алимовой и Шамиля Хамзина стало предание огласке планов послевоенной ремилитаризации Японии.
- От агента, упоминавшегося в документах под псевдонимом «Камацу»[38], «Бир» и «Халеф» выяснили, что японские власти под предлогом формирования сил самообороны и создания новых полицейских отрядов занялись интенсивным увеличением численности армии, рассчитывая увеличить её вдвое. Помимо этого, японцы заключили ряд секретных контрактов с целью развития военной промышленности. В японской прессе никакой информации о чём-либо подобном не публиковалось[41], а позже стало известно, что журналистам было в принципе запрещено публиковать какую-либо информацию по подобным проблемам[37].
- От турецких военных супруги Садык получили большое количество ценной информации, поскольку в те годы Турция активно сотрудничала с Японией в военной сфере. В частности, Турция поставляла Японии военные корабли и иное вооружение[33], в то время как по заказу Турции на верфях Йокогамы строились новые подводные лодки[22]. Турецкие офицеры, учившиеся в военных училищах в Корее и служившие там в составе войск ООН, ездили в Японию отдыхать, чем и пользовались «Бир» и «Халеф»[29]. В частности, в 1955 году «Бир» передала в Москву информацию о выпуске новой подлодки, оснащённой новейшим оборудованием, и спуске её на воду, осуществлённом в обстановке полной секретности (информацию ей передал, по разным данным, американский военный турецкого происхождения[35] или турецкий военный[41]). Чертежи главных узлов этой подлодки, спущенной на воду в Йокогаме, были направлены в Центр[25]. Была получена информация и о том, что японцы приступили к строительству собственных подводных лодок для нужд морских сил самообороны[22].
- От американцев турецкого происхождения супругам удалось заполучить фотоснимки военных баз США и Японии[42], мест дислокаций японских сил самообороны и их аэродромов[43], а также береговых укреплений на Японском архипелаге[24]. Крайне ценную информацию «Халеф» сумел однажды заполучить благодаря американским соседям этажом выше, которые свободно проводили встречи с японской агентурой. На одной из них Хамзин узнал посетителя[32] — им был генерал морской авиации Императорской армии Японии Минору Гэнда[34], который после войны занимался испытаниями американских реактивных истребителей, получив при этом иммунитет от судебного преследования. Дождавшись момента, «Халеф» зашёл в их квартиру, вскрыл сейф и сделал копии документов, которые оставил там Гэнда. Эти документы представляли собой отчёт о строительстве новых военных баз на территории Японии, шедшем в рамках плана «Меч самурая», который был прямым нарушением положений о послевоенном нейтралитете Японии. Он собирался передать документы в Москву, однако попал в автоаварию[32], получив травму ноги, и остался дома, а «Бир» сама передала данные в Москву. Руководство СССР благодаря этому получило впервые сведения о японских и американских военных базах, удостоившиеся самой высокой оценки[44].
- На одном из политических семинаров, проходивших в Токио с участием служащих МИДа и других высокопоставленных чиновников, «Халеф» познакомился в ресторане суши с японцем (в документах фигурирует под псевдонимом «Ребус»), которого принял за некоего важного чиновника, судя по поведению официантов. В разговорах собеседник Энвера Садыка демонстрировал хорошее знание японской политики, но умалчивал о роде собственной деятельности. В то время как «Халеф» приглашал своего собеседника в разные рестораны, тот постоянно приглашал «Халефа» в один и тот же ресторан, находившийся рядом с тем залом, где проходил политический семинар. Вскоре «Бир» выяснила, что в 100 метрах от ресторана суши находился офис токийской контрразведки, но затем оказалось, что собеседником Садыка был всего лишь владелец ресторана. С момента встречи и до выяснения должности японца прошло три месяца[10].
- В 1966 году в Центр было передано сообщение о грядущем образовании Азиатско-Тихоокеанского совета, который был учреждён по итогам конференции в Сеуле, прошедшей с 14 по 16 июля того же года при участии ряда стран Тихоокеанского региона, и в который вступила Япония[41][43][g]. Вступление Японии в союз было очередным грубым нарушением японского послевоенного нейтралитета[22]. Игорь Атаманенко пишет, что эту информацию разведчикам передал в январе 1966 года Исороку Акаси (в документах КГБ СССР — агент «Тайфун»), заместитель директора Национального института стратегических исследований, имевший доступ к секретным данным[10][45]. Согласно Атаманенко, «Халеф» познакомился с Акаси в ресторане суши рядом с американским посольством, когда тот устроил драку с охранниками посольства из Корпуса морской пехоты. Акаси объяснил, что не простил американцев за ядерную бомбардировку Нагасаки, где жила его супруга: у неё диагностировали лучевую болезнь, от которой она умерла месяц тому назад, несмотря на интенсивное лечение; вскоре и у его сына обнаружили лейкоз, вызванный радиационным облучением[10][45]. Акаси согласился передавать Энверу Садыку секретную информацию, но только по вечерам и только по домашнему телефону, поскольку обязан был докладывать обо всех контактах с иностранцами в свою службу безопасности. Эту информацию Садык щедро оплачивал до определённого момента, пока Акаси не отказался брать конверт с деньгами. Он признался, что полученные от Садыка деньги тратил на лечение сына, но так и не смог его спасти[10].

### Условия работы
«Мы с ним прожили счастливо 37 лет, деля радости и трудности. Он очень любил меня». «А вы его?» — не удержался я от неделикатного вопроса. Моя собеседница, немного подумав, ответила честно: «Нет, такой большой любви, о которой читаем в книгах, не было. Привязанность, теплые чувства — да, это без сомнения. Нам вместе было хорошо».
Вся разведывательная деятельность «Бир» и «Халефа» проходила в крайне сложных условиях. Ещё в 1940 году Рихард Зорге докладывал Центру о жёстких контрразведывательных мерах в Японии, принятых после вступления в силу годом ранее нового закона против шпионажа, расширившего полномочия контрразведки и предусматривавшего ещё более широкое применение смертной казни. На момент прибытия супругов Садык японские спецслужбы активно сотрудничали с американской разведкой, которая, по мнению того же Павлова, фактически держала японцев под своим контролем. До прибытия «Бир» и «Халефа» резидентуру СССР в Японии возглавляли Григорий Каспаров и Александр Носенко, чья деятельность находилась под жёстким давлением американских и японских контрразведывательных служб; это не позволило осуществлять разведку с «легальных» позиций. Ситуация осложнялась ещё и тем, что незадолго до прибытия «Бир» и «Халефа» второй секретарь советского представительства в Японии подполковник Юрий Растворов перешёл на сторону американцев и сдал им свою агентурную сеть.
Важную роль в достижении успеха сыграло супружество разведчиков и взаимопонимание в их отношениях. В домашней обстановке они разговаривали только по-уйгурски, чтобы не выдать себя. Даже в кинотеатрах «Бир», смотря советские фильмы, воспринимала их не по звуковой дорожке, а по японским титрам. Хотя слежки за ними не отмечалось, разведчики всегда были начеку. Так, однажды в японской гостинице они поставили телефон на диван и как бы случайно прикрыли его подушкой, но через некоторое время в номер постучался мужчина, представившийся телефонистом, и попросил их дать ему проверить работу телефона.
Имели место случаи, когда разведчикам приходилось выполнять задание в экстремальных условиях: однажды они ехали домой в сильный ливень по сельской дороге, проходившей через гористую местность, а сидевший за рулём Chevrolet Impala «Халеф» только в последний момент увидел, что за поворотом была размыта дорога. Он попытался затормозить, но машина стала медленно сползать под откос. Супруги выскочили из машины, отделавшись лёгкими ушибами, а саму машину от падения в овраг удержало росшее чуть ниже дерево. Они переночевали в посёлке, а на следующее утро вызвали тягач, чтобы тот вытащил машину из оврага. До Токио они добрались на другой машине, взятой напрокат; задание, в связи с которым им предстояло добираться подобным маршрутом до Токио, было выполнено в срок. Имел место и случай, когда «Бир» предстояло поздно ночью встретиться со связником в районе императорского парка, куда нужно было идти пешком. «Бир» добралась до места встречи без происшествий, передав нужные документы связнику.

## Возвращение из Японии
За всё время пребывания в Японии супруги только один раз выехали в отпуск на Родину. Чтобы не дать спецслужбам наводку, они отправились в качестве туристов в Западную Европу, посетив достопримечательности Франции, Испании, Италии и Швейцарии. В СССР они прибыли тайно с территории нейтральной страны, но в Ашхабад летели из Москвы уже с советскими документами. В Японию они вернулись снова через Западную Европу. Хотя супруги имели отличное прикрытие в виде преуспевающего магазина и не вызывали подозрения ни у местных жителей, ни у спецслужб, однако, по мнению В. Г. Павлова, они испытывали значительное нервное напряжение в связи с тем, что находились очень далеко от родной страны и в менее благоприятной обстановке в климатическом отношении, и это сказывалось на их здоровье. Вскоре Центр дал им разрешение покинуть Японию. Существует версия, что Центр эвакуировал из Японии обоих разведчиков, спасая их тем самым от приближавшегося ареста, поскольку супруги отправляли незадолго до своего отъезда сообщение о ведущейся за ними слежке. По другой версии, отъезду способствовала ещё и изменившаяся экономическая обстановка в Японии, когда американцы, фактически поддерживавшие экономику Японии на плаву, стали активно вытеснять иностранцев из своих компаний под предлогом поиска новых партнёров.
Летом 1966 года супруги Садык покинули Японию и улетели в Европу. Чтобы не давать никаких наводок спецслужбам, они сообщили знакомым, что улетают в Турцию, а дом оставили под присмотром японской служанки, оплатив ей жалование за год вперёд. Соседи супругов Садык очень долго ждали их возвращения, а в женском клубе «Паллада», который посещала «Бир», даже всерьёз обсуждали вероятность того, что супругов, прибывших в Европу, могли настигнуть сотрудники КГБ. Тем временем супруги Садык через Францию, Испанию, Италию и Швейцарию попали в Болгарию и встретились там с представителями Центра. Они приземлились в аэропорту «Шереметьево», встретившись там с представителем нелегальной разведки КГБ СССР, который поздравил обоих супругов с успешным завершением их командировки. В том же 1967 году Ирина Алимова вышла в отставку в звании майора, а Шамиль Хамзин продолжил работать в качестве разведчика-нелегала в странах Азии, Европы и Америки. За 13 с лишним лет пребывания в Японии суммарный объём донесений Ирины Алимовой и Шамиля Хамзина составил 22 тома общим объёмом свыше 7 тысяч страниц. Проделанная ими работа высоко оценивалась Центром.

## Дальнейшая разведдеятельность на Западе
Занимаясь и далее нелегальной разведкой, Хамзин восстанавливал связь с ценными источниками в некоторых странах со сложной оперативной обстановкой. Он использовал ту же легенду, что и во время работы в Японии. Согласно информации из открытых источников, он побывал в Гонконге, Мадриде, Вашингтоне, Нью-Йорке, Лондоне и Солт-Лейк-Сити. Одной из важнейших и сложнейших операций, в которых участвовал Хамзин, была операция под кодовым названием «Боулинг». В рамках этой операции он собирал информацию о разработке новейшего наступательного оружия, которое могло использоваться для нанесения первого удара в случае начала войны между СССР и Западом, а также о тайных разработках атомной бомбы в тех странах, которые ею не располагали.
Ещё в Японии Хамзин познакомился с начальником отдела одной из транснациональных корпораций, реализовывавших и заказы от военных структур. Он смог даже получить от него информацию о некоторых сделках компании в обмен на закрытие личных долгов (начальник отдела очень часто просил у Хамзина деньги в долг). В ответ на вопрос коллеги о том, кто скупает подобную информацию, Хамзин напрямую заявил, что этой информацией интересуется СССР. Через год коллега уехал из Японии, а Хамзин потерял с ним контакт на долгое время, пока разведка не выяснила, что его знакомый стал одним из руководителей корпорации, имевшим допуск к военным секретам. Во время очередной командировки на Запад Хамзин сумел отыскать этого человека, однако при первой же встрече тот отказался идти на контакт. Следующая встреча с этим человеком состоялась в Лондоне и оказалась более успешной: руководитель корпорации признался, что не сразу признал в Хамзине коллегу, приняв его поначалу за провокатора. От него Хамзин получил важную информацию о ядерных программах Израиля и ЮАР: он убедил своего собеседника, что обнародование этой информации могло бы предотвратить глобальную ядерную катастрофу
В ходе одной из командировок ему пришлось выезжать в Солт-Лейк-Сити — центр штата Юта, где было хорошо развито ракетостроение. Он намеревался получить сведения о создании новых военных баз в странах, граничивших с СССР, и о новых военных доктринах западных стран (в том числе и о возможности нанесения первого удара в соответствии с докторинами). Несмотря на безупречную легенду, имели место признаки слежки за Хамзиным: однажды вечером ему внезапно позвонили в номер, спросив некоего «мистера Воронкова», и Хамзину пришлось сменить гостиницу. За время пребывания он познакомился с неким европейским специалистом, который, по мнению советской разведки, располагал важной информацией о развитии наступательного вооружения и в то же время выступал против перехода противостояния между СССР и Западом в «горячую» фазу. Первая встреча Хамзина с европейцем состоялась на теннисном корте, где тот выиграл 100 долларов и решил отметить эту победу в баре. Хамзин в разговоре с ним выразил заинтересованность вложить капитал в развитие предприятия в военно-промышленной сфере, обратившись к европейскому знакомому как к консультанту. От Хамзина европеец получил большие денежные суммы за консультации, а позже отправился с ним в Европу в отель на Средиземноморском побережье, где рассказал ему о планах создания мощной военной авиационно-ракетной базы в одном из южных государств, граничивших с СССР.
Среди добытой Хамзиным информации на Западе были такие документы, как разработки генеральных штабов о перспективах военного противостояния с Советским Союзом, ТТХ разрабатываемых за рубежом стратегических и других ракет, планы военных операций в ходе региональных военных конфликтов, цели и объекты промышленного шпионажа в СССР и ряде стран Организации Варшавского договора. В Москву Хамзин вернулся в 1970-е годы, выйдя в 1980 году в отставку в звании полковника. В общей сложности Хамзин провёл более 20 лет на нелегальной работе в разных странах мира; за 18 лет работы ему только дважды позволяли уйти в отпуск.

## После отставки

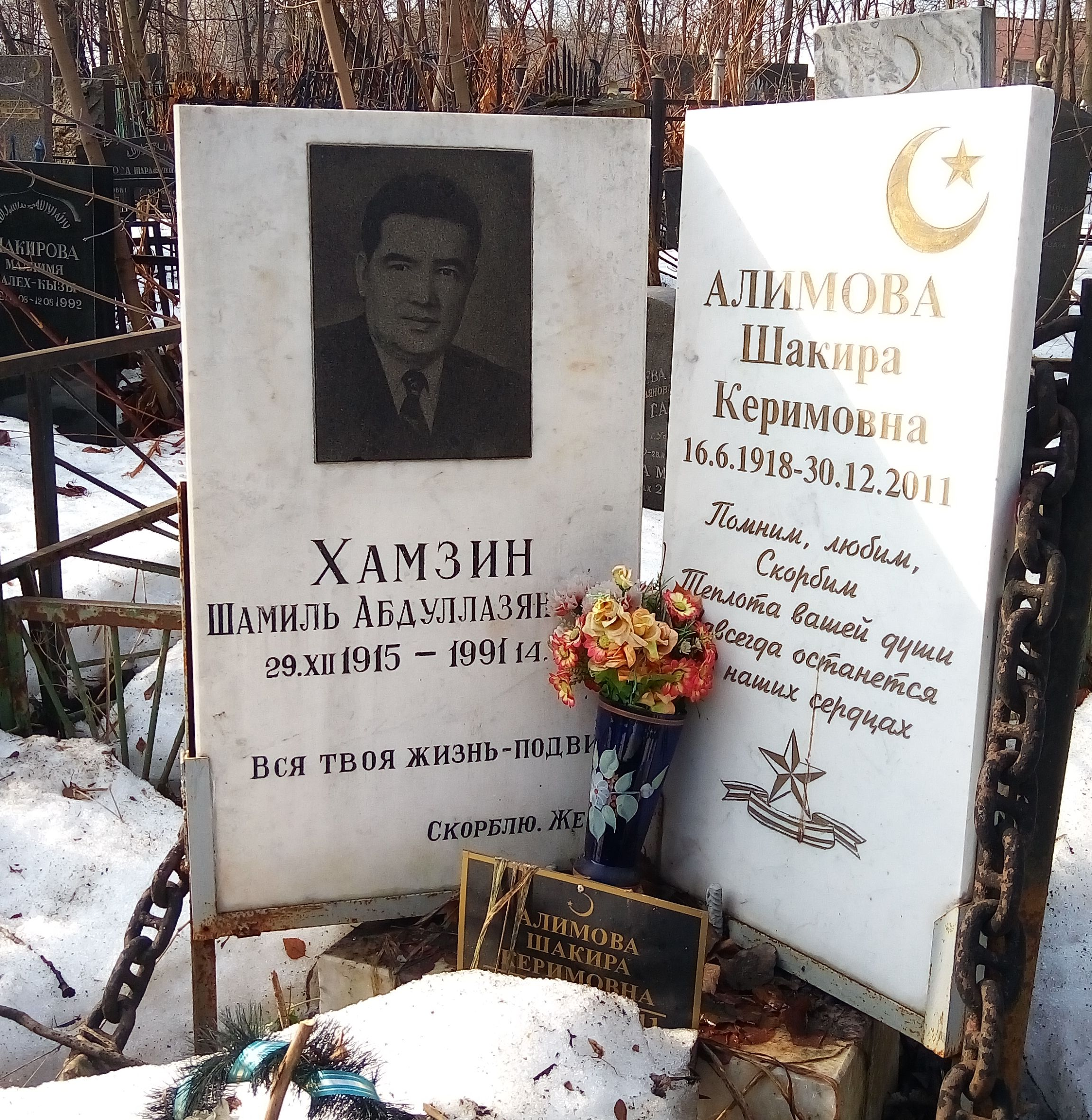
Могила разведчиков на Даниловском мусульманском кладбище

После возвращения в Москву Шамиль и Ирина проживали в двухкомнатной квартире в «хрущёвке» на Щёлковском шоссе, получая скромную пенсию. Им пришлось зарегистрировать свой брак в СССР повторно, но уже под своими подлинными именами. Детей у них не было, а Центр даже не позволил им усыновить ребёнка. По состоянию на 1990 год, Хамзин и Алимова проживали в скромной квартире с пятиметровой кухней в блочном доме. У Хамзина в архиве была библиотека со множеством книг татарских авторов — дореволюционным изданием стихов Габдуллы Тукая, рукописями А. Каримуллина о происхождении татар и песнями на слова А. Ёрикея, Г. Зайнашевой, С. Хакима и других поэтов.
О разведывательной деятельности Хамзина и Алимовой общественности стало известно в 1990 году, когда в номерах газеты «Труд» за 8, 14, 15 и 20 марта, а также за 17, 19 и 20 мая была опубликована серия статей-рассказов об этих разведчиках авторства Виталия Головачёва. После этого в газету поступило несколько писем, в которых звучали не только слова благодарности, но и призывы отметить труд разведчиков государственными наградами. Благодаря общественному резонансу, вызванному этими публикациями, Хамзин был удостоен ордена Красного Знамени. В том же году Алимова и Хамзин были удостоены торжественного приёма в Туркмении, на котором выразили благодарность Виталию Головачёву за публикации в газете «Труд», которые получили большой отклик читателей. Начальник московского бюро информационного агентства «Киодо Цусин» Ёсихико Мацусима взял интервью у Ирины Алимовой и позже написал книгу о «Бир» и «Халеф», ставшей бестселлером. Ряд статей о разведывательной деятельности «Бир» и «Халефа» был опубликован и японскими СМИ: одной из первых заметки о супружеской паре разведчиков опубликовала газета «Майнити симбун».
Шамиль Хамзин скончался 14 сентября 1991 года после двух перенесённых инфарктов. Супруга пережила его на 20 лет и скончалась 30 декабря 2011 года. Оба были похоронены на Даниловском мусульманском кладбище рядом друг с другом.

## Награды
- Орден Красного Знамени[51][4][l]
- Орден Трудового Красного Знамени[51][4]
- Медаль «За боевые заслуги»[53]
- Нагрудный знак «Почётный сотрудник госбезопасности»[55]
- Медали[10][4]

## Увековечивание в культуре
- Документальный фильм «Актриса особого назначения» (цикл «Тайны разведки», НТВ, 2004 год)[22]
- Документальный фильм «В саду подводных камней» (ТВЦ, 2009 год, режиссёр Александр Яковлев)[56][57][29]
- Документальный фильм «Марафонцы разведки» (цикл «Живая история», Пятый канал, 2009 год режиссёр Андрей Малухин)[58][23]
- Документальный фильм «Бир и Халеф. Меч самурая» (телеканал «Звезда», 2018 год, режиссёр Алексей Китайцев)[59][60][34]

## Комментарии
1. ↑  В разных источниках указывается, что Шамиль начал сотрудничество с органами в 1943[1], 1944[2] или 1946 году[5][10].
2. ↑  Дипломатические отношения СССР и Японии были восстановлены только после подписания совместной декларации от 19 октября 1956 года[14]. В том же году в Токио появилась «легальная» резидентура КГБ, первым главой которой стал А. А. Розанов[15].
3. ↑  В статье газеты «Труд», приводимой в мемуарах Ю. И. Дроздова, указано имя «Камиль Саид» как псевдоним «Халефа», которым он тогда пользовался[17]. В. И. Лохов (он же «Полковник») оговаривался, что это имя условное[3].
4. ↑  В статье газеты «Труд» указана, очевидно, ошибочная дата «в первой половине шестидесятых», но утверждается, что арест произошёл за две недели до встречи с «Бир»[17].
5. ↑  Согласно словам Ирины Алимовой, прозвучавшим в документальных фильмах «Актриса особого назначения» (НТВ, 2004) и «Марафонцы разведки» (Пятый канал, 2009) — спустя всего 10 дней[22][23].
6. ↑  По другой версии, приводимой В. Г. Павловым, инцидент с доносом спецслужбам от русского эмигранта произошёл уже в японском Кобе, а помощь «Халефу» и «Бир» тогда оказало турецкое представительство в Японии[28].
7. ↑  Согласно сообщению, переданному «Бир» в Центр, в состав нового политического блока могли войти Южная Корея, Южный Вьетнам, Тайвань, Япония, Таиланд, Филиппины, Новая Зеландия, Австралия и Малайзия[41][16][43].
8. ↑  Павлов упоминает кодовое наименование G-2[англ.] в качестве названия американской военной разведки[41]. В действительности так называются разведывательные подразделения во всех формированиях Армии США, начиная с дивизии и ниже[46].
9. ↑  Согласно документальному фильму «Актриса особого назначения», в начале 1967 года супруги сообщили Центру о ведущейся слежке и в том же году покинули страну. Своим компаньонам они сообщили, что летят в Турцию, а на самом деле вылетели в Париж и затем проследовали по маршруту Италия — Швеция — Швейцария — Болгария, вернувшись в Москву[22].
10. ↑  В статье газеты «Труд», приводимой в мемуарах Ю. И. Дроздова, коллега Хамзина выведен под псевдонимом «Рашид Гарби»[7].
11. ↑  В статье газеты «Труд», приводимой в мемуарах Ю. И. Дроздова, специалист выведен под псевдонимом «Мишель Дегран»[7].
12. ↑  Награждение осуществлено после публикаций 1990 года в газете «Труд»[53] в канун 70-летия советской внешней разведки по указу Президента СССР Михаила Горбачёва[16].